# Příběhy 20. století
Příběhy 20. století je název rozhlasového dokumentárního cyklu, vysílaného v týdenní periodicitě stanicí Český rozhlas Plus.

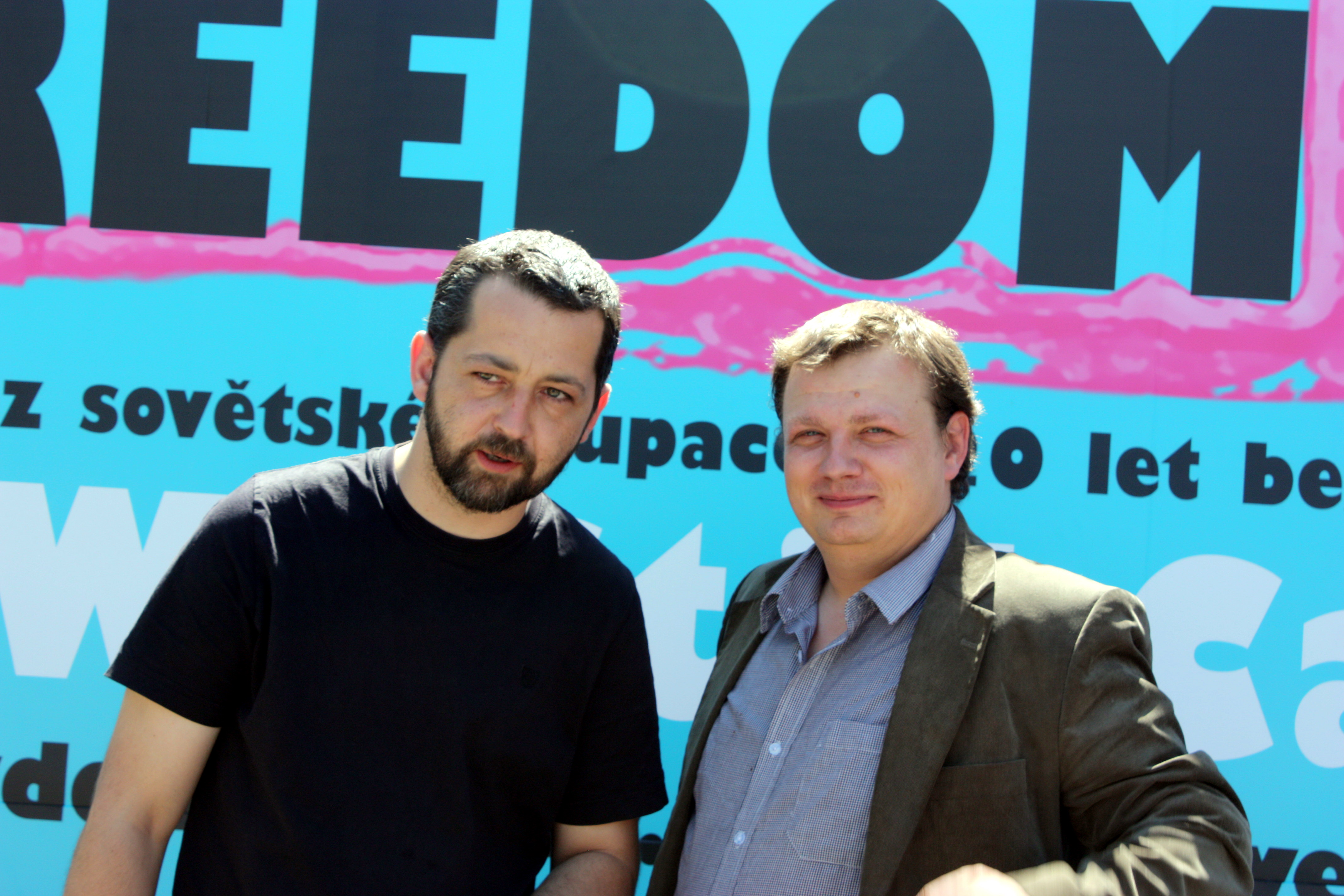
Autoři příběhů Adam Drda a Mikuláš Kroupa v průběhu Týdne svobody na Václavském náměstí v roce 2011

Jednotlivé díly trvají 45 minut a obsahují autentické vzpomínky pamětníků na významné a pohnuté události 20. století. Pořad se zaměřuje na osudy československých válečných veteránů a odbojářů z 2. světové války, bývalé vězně nacistických koncentračních táborů a poválečných komunistických lágrů, politické vězně a představitele výkonné komunistické moci, disidenty atd. Autory pořadu jsou Mikuláš Kroupa a Adam Drda.
Příběhy 20. století vznikají ve spolupráci s občanským sdružením Post Bellum, které pro Český rozhlas vzpomínky pamětníků natáčí, v audio formě zpracovává a ukládá na internetu na stránkách Paměti národa.